# Hořice
Hořice (in tedesco Horschitz) è una città della Repubblica Ceca facente parte del distretto di Jičín, nella regione di Hradec Králové.